# Asaucy (obwód homelski)
Asaucy (biał. Асаўцы; ros. Осовцы, pol. hist. Osowce) – wieś na Białorusi, w obwodzie homelskim, w rejonie homelskim, w sielsowiecie Babowiczy, nad Sożem. Od wschodu i północy graniczą z Homlem.
W XIX i w początkach XX w. położone były w Rosji, w guberni mohylewskiej, w powiecie homelskim. Następnie w granicach Związku Sowieckiego. Od 1991 w niepodległej Białorusi.